# Aldo Rasero
Aldo Rasero (La Spezia, 6 febbraio 1910 – Roma, 26 dicembre 1988) è stato un ufficiale, giornalista e scrittore italiano.
In seguito al Proclama Badoglio dell'8 settembre 1943 assunse il comando di alcune formazioni partigiane in Abruzzo e successivamente prese parte alla Guerra di liberazione italiana.  
A seguito dell'eccidio di Filetto ad opera delle truppe naziste , anche dirigendo le operazioni di contrasto in area  contribuì prima all'approssimarsi al capoluogo e poi alla stessa liberazione de L'Aquila.
Nel dopoguerra, decorato di medaglia d'argento al valor militare, al momento della sua ricostituzione in Malles il 10 settembre 1953, venne nominato primo comandante del Battaglione alpini "Tirano" del 5º Reggimento Alpini, all'epoca ancora inquadrato nella Brigata alpina "Orobica". 
In seguito diede vita a tre saggi riguardanti la storia delle divisioni del Corpo militare a cui apparteneva, gli Alpini.
Ha altresì ricoperto in due distinti periodi il ruolo di direttore della rivista ufficiale dell'ANA «L’Alpino» .

## Opere
- 5º Alpini, Rovereto, Manfrini editore, 1963.
- Morte a Filetto. La Resistenza e le stragi naziste in Abruzzo, Milano, Mursia, 1970.
- Alpini della Julia. Storia della "divisione miracolo", Milano, Mursia, 1972.
- Tridentina avanti! Storia di una divisione alpina, Milano, Mursia, 1982, ISBN 88-425-2975-3.
- L'eroica "cuneense". Storia della divisione alpina martire, Milano, Mursia, 1985, ISBN 88-425-3519-2.
- Cronache del Genio Alpino 1935-1980 (a cura di), Milano, Mursia, 1980, ISBN 88-425-3604-0.